# 勒贝萨
勒贝萨（法語：Le Bessat，法語發音：[lə bɛsa]）是法国卢瓦尔省的一个市镇，位于该省东南部，属于圣艾蒂安区。

## 地理
勒贝萨（45°22'8"N, 4°30'53"E）面积10.06 平方千米，位于法国奥弗涅-罗讷-阿尔卑斯大区卢瓦尔省，该省份为法国中南部省份，北起顺时针与索恩-卢瓦尔省、罗讷省、伊泽尔省、阿尔代什省、上盧瓦爾省、多姆山省和阿列省接壤。
与勒贝萨接壤的市镇（或旧市镇、城区）包括：拉瓦拉昂日耶、格赖、圣艾蒂安、塔朗泰斯、泰利拉孔布。

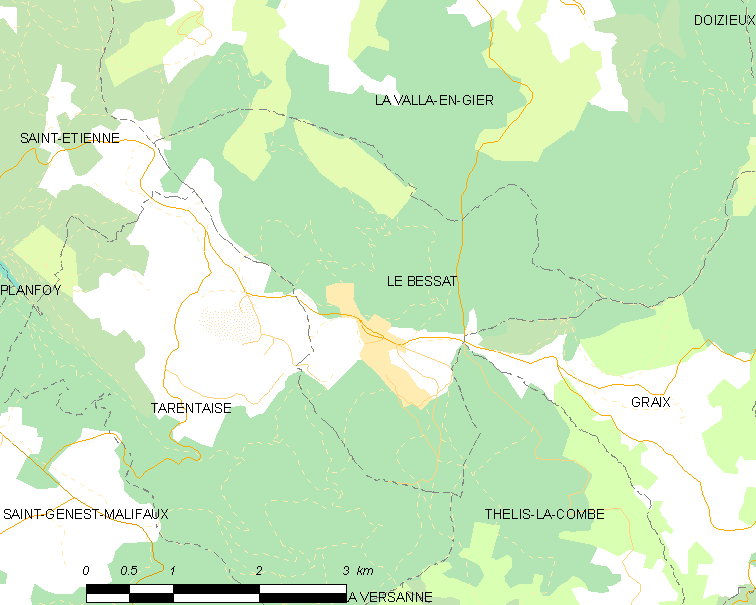
勒贝萨的OSM定位图

勒贝萨的时区为UTC+01:00、UTC+02:00（夏令时）。

## 行政
勒贝萨的邮政编码为42660，INSEE市镇编码为42017。

## 政治
勒贝萨所属的省级选区为勒皮拉县。

## 人口

1962-2008年间勒贝萨人口变化图示

勒贝萨于2022年1月1日时的人口数量为525人。